# Alicia Rodríguez (színművész)
Alicia Rodríguez  (Málaga, Spanyolország, 1934. május 2. –) spanyol színésznő, író.

## Élete és pályafutása
Alicia Rodríguez 1934. május 2-án született Málagában. 1986-ban Beatriz szerepét játszotta a De pura sangre című telenovellában Christian Bach és Humberto Zurita mellett. 2000-ben Consuela Rivas szerepét játszotta a María del Carmen című sorozatban. 2007-ben megkapta Regina Belmonte szerepét a Pokolba a szépfiúkkal! című telenovellában. 2011-ben Fernandát alakította az Una familia con suerte című sorozatban.

## Filmográfia

### Telenovellák
- Una familia con suerte (2011) .... Fernanda Peñaloza Iturralde
- A szerelem diadala (Triunfo del amor) (2010) .... Sor Clementina
- Pokolba a szépfiúkkal! (2007) .... Regina Lascuráin Vda. de Belmonte
- María del Carmen (Abrázame muy fuerte) (2000) .... Consuelo Rivas de Álvarez
- De pura sangre (1986) .... Beatriz Valencia Vda. de Duarte
- Pobre señorita Limantour (1987) .... Soledad
- Amalia Batista (1983) .... Doña Ana Mercedes
- El combate (1980) .... Rosario
- Lágrimas de amor (1980) .... Camila
- Los ricos también lloran (1979) .... Doña Elena Salvatierra (No.1)
- Gotita de gente (1978) .... Doña Margarita
- Rina (1977) .... María Julia/Victoria
- Los que ayudan a Dios (1973) .... Elena
- Aquí está Felipe Reyes (1972)
- El profesor particular (1971) .... Alicia
- Yesenia (1970) .... Marisela
- Angelitos negros (1970) .... Ana Luisa de la Fuente
- Del altar a la tumba (1969)
- No creo en los hombres (1969) .... Alicia
- Cruz de amor (1968) .... Inés de los Monteros
- Fallaste corazón (1968) ....  Virginia
- Sueña conmigo, Donaji (1967)
- Las víctimas (1967)
- El ídolo (1966)
- Marianela (1961)

### Filmek
- Yesenia (1971) ....Marisela
- El derecho de nacer (1966)
- La edad de la inocencia (1962)
- El ataúd del vampiro (1957)
- Mi esposa me comprende (1957)
- Mi canción eres tú (1956)
- Me perderé contigo (1954)
- Chucho el roto (1954)
- Hijas casaderas (1954)
- Fruto prohibido (1953)
- Yo soy gallo donde quiera (1952)
- Una calle entre tú y yo (1952)
- Ave de paso (1948)
- Los buitres sobre el tejado (1946)
- Más allá del amor (1946)
- Sinfonía de una vida (1946)
- Una sombra en mi destino (1946)
- Mamá Inés (1945)
- Entre hermanos (1945)
- Cuando escuches este vals (1944)
- El jagüey de las ruinas (1944)
- El secreto de la solterona (1944)
- Las aventuras de Cucuruchito y Pinocho (1943)